# Rotsohlberg
Der Rotsohlberg, auch Rothsohlberg genannt, ist ein 607,1 m ü. NHN hoher Berg im Mittleren Pfälzerwald, einer Teilregion des Pfälzerwaldes. Er liegt auf der Gemarkung der Gemeinde Maikammer im rheinland-pfälzischen Landkreis Südliche Weinstraße. Der Berg gehört zu den Bergen im Pfälzerwald, deren Höhe die 600-m-Höhenlinie übersteigt.

## Geographie

### Lage
Der Rotsohlberg erhebt sich im Biosphärenreservat Pfälzerwald-Vosges du Nord und im Naturpark Pfälzerwald. Sein Gipfel liegt 2,3 km westlich vom Kalmitgipfel (672,6 m), sowie 4,2 km westnordwestlich von Sankt Martin und 6 km (jeweils Luftlinie) westnordwestlich von Maikammer, deren gemeinsame Gemarkungsgrenze südlich über der Schafkopf verläuft. Der Rotsohlberg bildet mit dem Schafkopf (616,8 m) und dem Morschenberg (608,3 m) einen im Mittleren Pfälzerwald am Ostrand zur Haardt liegenden Höhenzug. Der Höhenzug wird im Nordosten zwischen der Kalmit und dem Rotsohlberg vom Gebirgspass Hüttenhohl  (476,9 m), im Norden vom Gebirgspass Totenkopf (513,7 m) und im Südwesten, jenseits vom Morschenberg, vom Gebirgspass Lolosruhe (573,8 m) begrenzt.
Auf dem Nordosthang des Rotsohlbergs entspringt der Enggleisbach als Kleinzufluss des Kaltenbrunnertalbachs. Südöstlich des Berges entspringt der Hüttenbach als Kleinzufluss des Kropsbachs. Nach Westen fällt die Landschaft zum Argenbach ab.

### Naturräumliche Zuordnung
Der Rotsohlberg gehört zum Naturraum Pfälzerwald, der in der Systematik des von Emil Meynen und Josef Schmithüsen herausgegebenen Handbuches der naturräumlichen Gliederung Deutschlands und seinen Nachfolgepublikationen als Großregion 3. Ordnung klassifiziert wird. Betrachtet man die Binnengliederung des Naturraums, so gehört er zum Mittleren Pfälzerwald.
Zusammenfassend folgt die naturräumliche Zuordnung des Rotsohlbergs damit folgender Systematik:
1. Großregion 1. Ordnung: Schichtstufenland beiderseits des Oberrheingrabens
2. Großregion 2. Ordnung: Pfälzisch-Saarländisches Schichtstufenland
3. Großregion 3. Ordnung: Pfälzerwald
4. Region 4. Ordnung (Haupteinheit): Mittlerer Pfälzerwald (Großteil des Berges mit Gipfellage)
5. Region 5. Ordnung: Haardt (Ost- bis Südostflanke)

## Verkehr und Wandern
Östlich über nördlich bis westlich vorbei am Rotsohlberg verläuft die Totenkopfstraße. Über den Höhenzug von Rotsohlberg, Schafkopf und Morschenberg führen vom Totenkopf bzw. Hüttenhohl bis zur Lolosruhe durch den Pfälzerwald-Verein markierte Wanderwege, die allerdings nicht über die Gipfel verlaufen. Zum Gipfel des Rotsohlberges führen von Osten bzw. vom Süden des markierten Wanderweges zwei schmale Pfade zum Gipfel, die teilweise nicht in Wanderkarten eingezeichnet sind. Der kürzeste Zugang über ein bis zwei Kilometer kann von den an der Totenkopfstraße bzw. Kalmithöhenstraße gelegenen Wanderparkplätzen am Totenkopf bzw. Hüttenhohl erfolgen.

## Sonstiges
Der Rotsohlberg ist vollständig mit Mischwald hauptsächlich aus Kiefern und Buchen bedeckt. Sein Gipfel ist durch eine kleine Steinpyramide markiert. Südöstlich des Berges wurde ein etwa 41 Hektar großes Wald- und Wiesengebiet zur Nutzung als Beweidungsprojekt Sandwiesenweiher eingefriedet; dort wurden Heckrinder angesiedelt.